# Hendrik van Beieren (1884-1916)

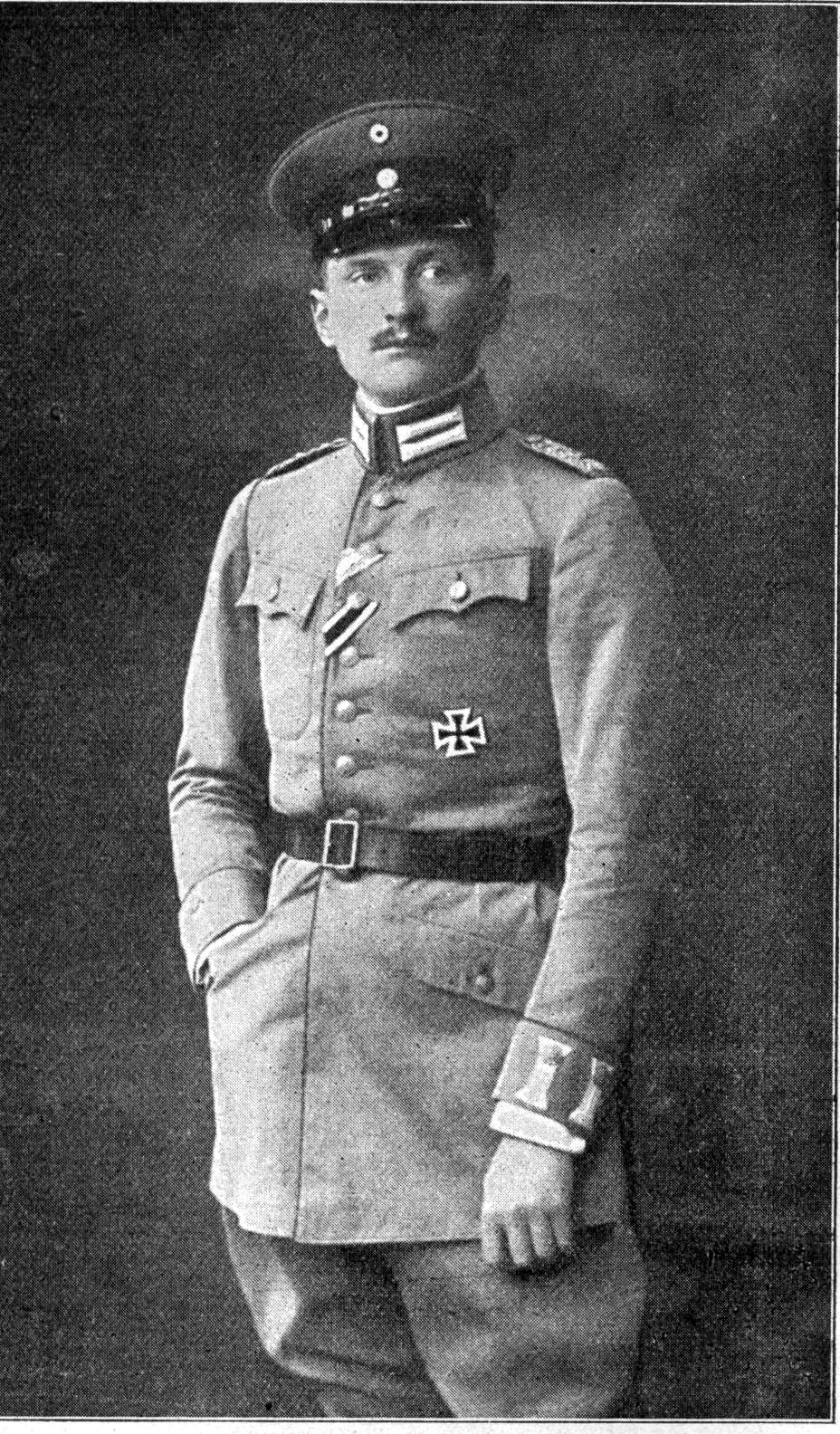
Prins Hendrik van Beieren

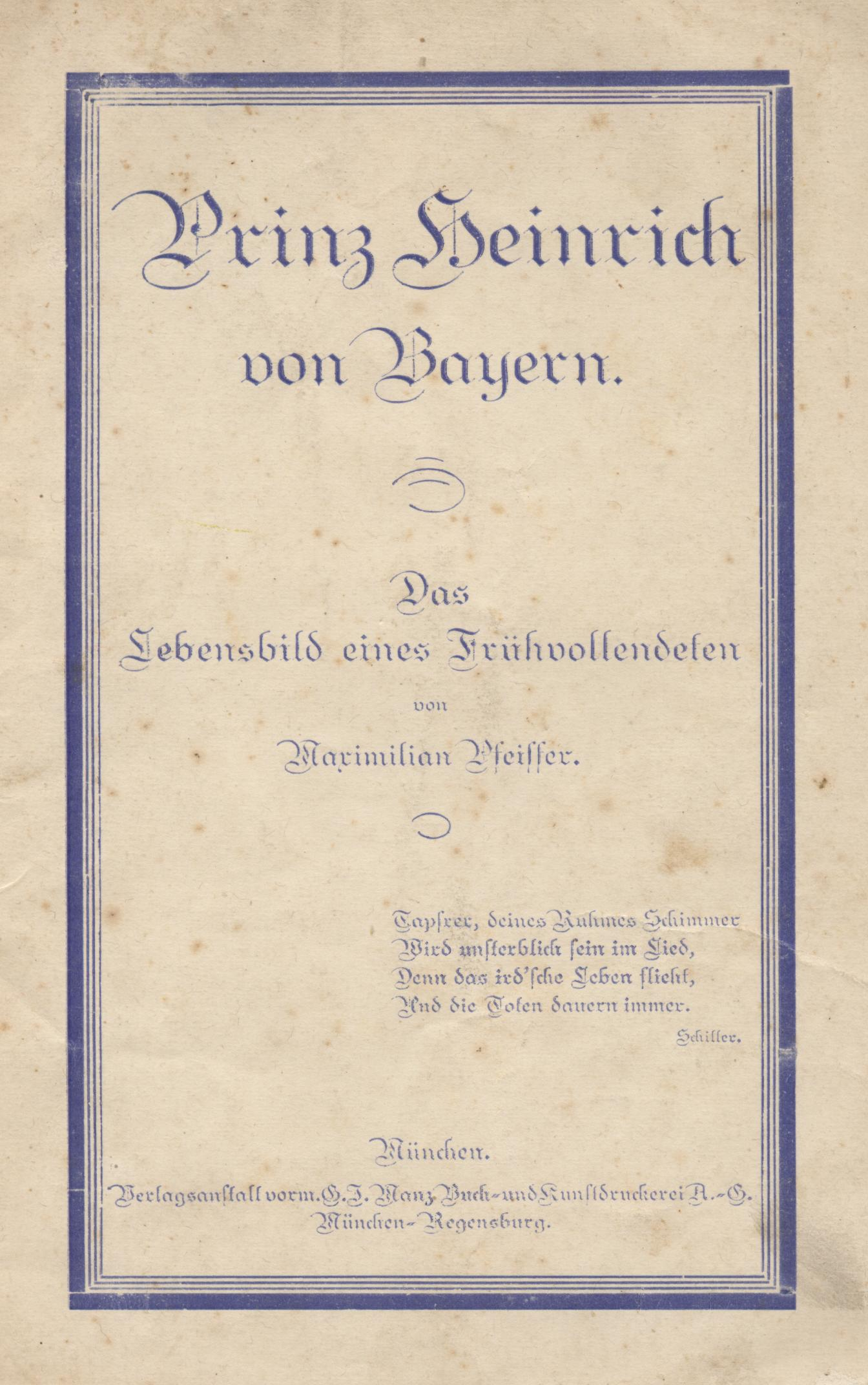
Titelblad van de Biografie Prinz Heinrich. Das Lebensbild eines Frühvollendeten, van Maximilian Pfeiffer uit 1917

Hendrik van Beieren (München, 24 juni 1884 - District Argeș (Roemenië), 8 november 1916) was een Beierse prins uit het huis Wittelsbach.
Hij was het enig kind van prins Arnulf van Beieren en prinses Therese van en in Liechtenstein en een kleinzoon van prins-regent Luitpold. De jonge prins werd opgevoed door Joseph Gebhard Himmler, de vader van Heinrich Himmler, van wie prins Hendrik later peetvader zou worden.
Na zijn middelbare school trad prins Hendrik in 1901, op zeventienjarige leeftijd, als luitenant toe tot het Koninklijk Beierse Lijf-infanterieregiment. Vier jaar later stapte hij over naar het Regiment Zware Cavalerie Prinz Karl von Bayern, waar hij in 1906 werd bevorderd tot eerste luitenant. Twee jaar daarna werd hij ritmeester. Als commandant van het tweede Beierse eskadron nam hij vanaf het begin deel aan de Eerste Wereldoorlog. Bij tamelijk onconventionele ruiteraanvallen aan het westfront raakte hij door een vijandelijke lans verwond. Na zijn genezing was terugkeer naar de cavalerie niet meer mogelijk. Prins Hendrik keerde nu terug naar de infanterie.
Hier werd hij in 1915 bevorderd tot majoor. Hij kreeg het commando over het bataljon infanterie dat werd omgevormd tot het zogenaamde Deutsches Alpenkorps. Aanvankelijk vocht hij aan de frontlinie in de Zuidelijke Kalkalpen, later keerde hij terug naar het westfront, waar hij deelnam aan de Slag om Verdun en erin slaagde het later geheel vernietigde dorp Fleury-devant-Douaumont in te nemen. In het dorp kwamen hij en zijn manschappen een tijd bekneld te zitten in een gebouw dat door de gevechtshandelingen was ingestort. Hendrik wist zichzelf en zijn manschappen te bevrijden en kreeg hiervoor medio 1916 het IJzeren Kruis opgespeld. Ook ontving hij het ridderkruis in de Militaire Max Jozef-Orde. In Roemenië vond hij niet veel later zijn dood, toen hij - hoewel gewaarschuwd voor scherpschutters - zijn dekking verliet.
Zijn lichaam werd bijgezet in de crypte van de Theatinerkirche in München.
- Gemeinsame Normdatei: 137034946
- International Standard Name Identifier: 0000 0000 5573 3632
- Virtual International Authority File: 81281324